# NGC 629
NGC 629 是仙后座的一個星群，由斯特鲁维於1825年發現，後收錄於初版NGC天體表。
斯特鲁维將其描述為具三粒恆星的不規則星云。德雷耳也注意到三粒星和環繞的星雲。